# Kathrine Lilleør
Kathrine Lilleør (født 26. august 1964 i Gentofte) er cand.theol., ph.d., sognepræst ved Sankt Pauls Kirke i København, forfatter og debattør.

## Karriere
Lilleør tog teologisk kandidateksamen fra Københavns Universitet i 1991, hvorefter hun var ansat som sognepræst ved Risbjerg Kirke i Hvidovre (1993-1999) og sognepræst i Slagslunde og Ganløse kirker (1999-2014). Lilleør har siden 1. september 2014 været ansat som sognepræst i Sankt Pauls Kirke i Nyboder, København. 
Hun var fra 2002 til 2006 medlem af Det Etiske Råd og var formand for Grundskolerådet  2003-2005. Derudover har hun været formand for en række udvalg nedsat af Undervisningsministeriet. I 2007 blev hun medlem af regeringens demokratikanonudvalg.
Hendes ph.d.-afhandling om H.C. Andersen, Eventyrenes vidtlysende blink, udkom i 2006, hvor hun også udgav en debatbog sammen med Naser Khader, Tro mod tro. I 2009 udkom hendes bestseller Kvinde, hvorfor græder du, og i 2011 Liv og ledelse om erhvervsmanden Lars Nørby Johansen. I 2013 udkom Kærligheden er, hvor hun via fortællinger fra sit eget liv samt litteratur som evangelierne, Kierkegaard og H.C. Andersen illustrerer sine bud på, hvad kærlighed er. Senest er 50 meninger til tiden udkommet, som rummer en samling af hendes bedste klummer.
Kathrine Lilleør er også kommentator og anmelder med egen klumme og blog på Berlingske siden 1996. 
Privat er Lilleør gift og mor til tre piger.
Formand for regeringens Udvalg for en mere værdig død (2024)